# قطعنامه ۱۹۷۹ شورای امنیت
قطعنامه ۱۹۷۹ شورای امنیت سازمان ملل متحد که در تاریخ ۲۷ آوریل ۲۰۱۱ تصویب شد، سندی بین‌المللی دربارهٔ بررسی وضعیت مربوط به صحرای غربی است. این قطعنامه طی نشست ۶۵۲۳ام با ۱۵ رای موافق، ۰ مخالف و ۰ ممتنع تصویب شد.